# Свободний (космодром)
51°45′39″ пн. ш. 128°07′21″ сх. д. / 51.760833333333° пн. ш. 128.1225° сх. д.
Свобо́дний (2-й Державний випробувальний космодром Міністерства оборони РФ) — колишній космодром, розташований в Амурській області Росії поблизу міста Свободний.
За весь час існування космодрому на ньому було зроблено п'ять запусків ракет (дані на квітень 2006). Із них останній — 25 квітня 2006 року. З 2007 року фактично не функціонує, на його базі споруджується космодром Восточний.

## Розташування
Географічні координати космодрому — 51°42′ пн. ш. 128°00′ сх. д. / 51.700° пн. ш. 128.000° сх. д.. З точки зору широти Свободний розташований краще за космодром у Плесецьку (62°57' с.ш.), але гірше за Байконур (45°57' с.ш.).
Площа — 410 км². Чисельність персоналу і населення міста Свободний-18 — близько 5 тисяч чоловік.

## Історія космодрому
Питання про необхідність створення і вибір місця розташування нового російського космодрому було поставлене Військово-космічними силами перед керівництвом Міністерства оборони Росії наприкінці 1992. Головною причиною послужило те, що в результаті розпаду СРСР космодром Байконур опинився поза територією Росії.
Якщо запуски КА ракетами-носіями легкого і середнього класів можна було здійснювати з космодрому Плесецьк, то особливу гостроту мало питання запусків ракет-носіїв важкого класу. Стартові комплекси РН «Протон» були тільки на Байконурі. Існує думка, що питання створення космодрому було підняте для можливості тиску на керівництво Казахстану на переговорах про оренду Байконуру.
На основі проведеного аналізу території Росії комісія дійшла висновку, що потенційно придатними для реалізації поставлених завдань є тільки південні райони далекосхідного регіону і острова Сахалін. Незважаючи на таку значну територію Росії, ближчих до європейської частини Росії місць, придатних для розміщення космодрому, не було. Недоліком такого підходу була значна віддаленість від основних потужностей космічної промисловості Росії.
На завершальному етапі роботи комісії була проведена остаточна оцінка, з виїздом в райони вибраних місць, в результаті якої як місце розташування нового російського космодрому за критерієм ефективність / вартість був вибраний район міста Свободний Амурської області.
Першим начальником космодрому (спочатку Головного випробувального центру) став генерал-майор Олександр Миколайович Винидиктов. Він був командиром розформованої 27-ї Червонопрапорної далекосхідної дивізії РВСП, на базі якої і був створений космодром. В інтерв'ю він стверджував, що з ним контактували агенти ЦРУ під виглядом інопланетян і намагались перешкодити спорудженню космодрому . 
Позиційний район дивізії з центром в селищі Углегорськ Свободненського району Амурської області був побудований в 1964—1970 для бойового чергування балістичних ракет РС-10. У 1993 її об'єкти були передані до складу військово-космічних сил.
1 березня 1996 указом президента тут був утворений 2-й Державний випробувальний космодром Міноборони РФ.
4 березня 1997 стартом ракети-носія «Старт 1.2» з космічним апаратом «Зея» на борту почалася історія російського космодрому «Свободний». Запуск був здійснений з мобільної пускової установки типу «Тополя».
Реконструкція інфраструктури космодрому, що почалася у 1999 році, через брак коштів, затягнулася на декілька років.
В 1999 був підписаний указ про будівництво на космодромі ракетно-пускового комплексу для ракети-носія «Стріла». Запуск комплексу кілька разів переносився.
З космодрому планувалося запускати проектовані ракети-носії важкого класу «Ангара», з підвищеними вимогами до екологічної безпеки.

### Хронологія запусків
| Дата           | Ракета-носій | Космічний апарат  | Тип супутника          |
| -------------- | ------------ | ----------------- | ---------------------- |
| 4 березня 1997 | Старт-1      | Зея               | військовий             |
| 24 грудня 1997 | Старт-1      | Early Bird (США)  | подвійного призначення |
| 5 грудня 2000  | Старт-1      | EROS-А1 (Ізраїль) | подвійного призначення |
| 20 лютого 2001 | Старт-1      | Один-1 (Швеція)   | науковий               |
| 25 квітня 2006 | Старт-1      | EROS-B (Ізраїль)  | подвійного призначення |

## Інфраструктура
- 5 шахтно-пускових установок ракет-носіїв Рокот
- майданчик для пуску ракет-носіїв Старт і Старт-1.

## Ліквідація та космодром «Восточний»
У червні 2005 на засіданні Ради безпеки РФ було вирішено у рамках скорочення збройних сил ліквідовувати і космодром Свободний, зважаючи на малу інтенсивність запусків і недостатнє фінансування. Планувалося продовжити експлуатацію лише вимірювальних засобів космодрому в інтересах апаратів, що стартують з Байконура. У січні 2007 року ці плани підтвердив командувач Космічними військами РФ Володимир Поповкін. У березні 2007 про закриття космодрому заявив губернатор Амурської області Леонід Коротков.
2007 року після розформування військового космодрому Свободний почалися роботи зі спорудження цивільного космодрому Східний. Будівництво супроводжувалося корупційними скандалами, були виявлені крадіжки сотень мільйонів рублів. У вересні 2015 року після доставки ракети, яка першою мала стартувати з космодрому, виявилося, що вона за габаритами не підходить до випробувального комплексу.Проте ця інформація була спростована Центром експлуатації і ракета була встановлена в штатному режимі.